# Riccordia bracei
O esmeralda-de-brace (nome científico: Riccordia bracei) é uma espécie de ave apodiforme pertencente à família dos troquilídeos, que inclui os beija-flores. Era, até cerca de 2021, um representante do gênero Chlorostilbon, e a partir de setembro deste mesmo ano, um membro de Riccordia, assim como Riccordia elegans.
Esta ave está entre as duas espécies reconhecidas a sofrerem com a extinção em massa do Holoceno e com o declínio contemporâneo da biodiversidade, além de estarem entre as quatro espécies de troquilídeos a serem extintas desde sempre. Possivelmente, a partir do que se sabe com a coleção de um espécime único, a espécie habitaria endemicamente uma das ilhas das Bahamas, especificamente Nova Providência.

## Descrição
O esmeralda-de-brace possuía um tamanho médio de cerca de 9,5 centímetros de comprimento, com suas asas medindo 11,4 centímetros e cauda de em torno de 2,7 centímetros. Seu bico era negro e ligeiramente curvilíneo com uma extremidade cônica. Seus pés de coloração escura. As costas exibiam-se esverdeadas bronzeadas apresentando um brilho dourado. Sua cabeça era similarmente colorida como as costas, embora sem o brilho dourado. Possuía uma mancha esbranquiçada diretamente atrás dos olhos. Sua gargantilha era colorida magnificamente em matizes em cor azul esverdeada brilhantes. Seu abdômen tinha penas esverdeadas de extremidades cinzentas. As asas exibiam matizes purpúreas, ao que as suas rectrizes eram esverdeadas. O crisso era cinzento e adicionado de uma matiz ligeiramente acanelada nas pontas.

## Conservação e extinção
Por mais de um século, a esmeralda-de-brace era conhecida apenas pelo seu tipo nomenclatural, que se trata de um macho morto por um colecionador de aves, Lewis Brace, em 13 de julho de 1877, a cerca de cinco quilômetros de distância de Nassau, na ilha de Nova Providência. O espécime (que apresenta uma lesão na garganta devido ao contato com o projétil) se encontra atualmente no Instituto Smithsonian em Washington, D.C.
Esta espécie foi ignorada durante muito tempo pelas autoridades ornitológicas. Em 1880, foi listado sem comentários como sinônimo da esmeralda-cubana (Riccordia ricordii). Na década de 1930, apenas, que o holótipo seria reconhecido, considerado que esta ave era considerada pelos ornitólogos como espécime aberrante de esmeralda-cubana vagante na ilha de Nova Providência. O estadunidense James Bond foi o primeiro a discutir as divergências morfológicas entre a esmeralda-de-brace e a esmeralda-cubana. O mesmo separaria a extinta como subespécie desta última, no ano de 1945.
Diferentemente da esmeralda-cubana, o correlato de Nova Providência era menor em comprimento, com o bico mais comprido e plumagem diferente. Em 1982, os paleornitólogos William Hilgartner e Storrs Olson descobriram restos fósseis de três espécies de beija-flores do Pleistoceno em depósitos de uma caverna de Nova Providência. Sendo estes o estrelinha-das-baamas, a esmeralda-cubana e uma espécie que não foi identificada, depois atribuída como esmeralda-de-brace. Esta descoberta forneceu evidências de que o colecionador de aves, Brace, seria o responsável pela descoberta de uma espécie endêmica datada da era do Pleistoceno. Esta, possivelmente por perturbação humana e perda de habitat, desenvolveu a população relíquia em Nova Providencia, tornando o espécime-tipo um dos últimos representantes, e sendo extinta no final da década de 1870.